# Schachbundesliga 2016/17 (Österreich, Frauen)
Die Saison 2016/17 war die sechste Spielzeit der österreichischen Frauenbundesliga im Schach.
Die zwölf teilnehmenden Mannschaften trugen ein siebenrundiges Turnier im Schweizer System aus, wobei allerdings tschaturanga nach der fünften und die Spielgemeinschaft Feldbach-Kirchberg nach der sechsten Runde vom Turnier zurücktrat. Der Titelverteidiger ASVÖ Pamhagen setzte sich erneut durch und gab dabei nur ein Unentschieden ab.
Zu den gemeldeten Mannschaftskadern der teilnehmenden Vereine siehe Mannschaftskader der österreichischen 1. Bundesliga im Schach 2016/17 (Frauen).

## Tabelle
| Pl. | Verein                          | Sp | G | U | V | MP    | Brett-P.  |
| --- | ------------------------------- | -- | - | - | - | ----- | --------- |
| 01. | ASVÖ Pamhagen (M)               | 7  | 6 | 1 | 0 | 13:01 | 21,5:06,5 |
| 02. | SK Dornbirn                     | 7  | 3 | 4 | 0 | 10:04 | 17,5:10,5 |
| 03. | SV Autohof St. Veit an der Glan | 7  | 5 | 0 | 2 | 10:04 | 16,5:11,5 |
| 04. | Mayrhofen/SK Zell/Zillertal     | 7  | 3 | 2 | 2 | 08:06 | 15,5:12,5 |
| 05. | ASVÖ Wulkaprodersdorf           | 7  | 3 | 2 | 2 | 08:06 | 15,0:13,0 |
| 06. | SG Steyr                        | 7  | 3 | 1 | 3 | 07:07 | 11,5:16,5 |
| 07. | Schach ohne Grenzen             | 7  | 3 | 0 | 4 | 06:08 | 13,5:14,5 |
| 08. | SV Chesshero Rapid Feffernitz   | 7  | 0 | 4 | 3 | 04:10 | 11,5:16,5 |
| 09. | SK Baden                        | 7  | 1 | 2 | 4 | 04:10 | 10,5:17,5 |
| 10. | SV Extraherb WS                 | 7  | 1 | 2 | 4 | 04:10 | 10,5:17,5 |
| 11. | Spg. Feldbach-Kirchberg         | 6  | 1 | 2 | 3 | 04:08 | 10,0:14,0 |
| 12. | tschaturanga                    | 5  | 2 | 0 | 3 | 04:06 | 07,5:12,5 |

Anmerkung: Der SK Baden belegt durch die bessere Buchholz-Wertung den 9. Platz.
Entscheidungen:
|     | Österreichischer Frauen-Meister: ASVÖ Pamhagen |
| (M) | Meister der letzten Saison                     |

## Vorgesehene Spieltermine und -orte
| Runde | Datum      | Beginnzeit | Spielort               |
| ----- | ---------- | ---------- | ---------------------- |
| 01    | 14.01.2017 | 15:00 Uhr  | Wien                   |
| 02    | 15.01.2017 | 10:00 Uhr  | Wien                   |
| 03    | 24.03.2017 | 15:00 Uhr  | Sankt Veit an der Glan |
| 04    | 25.03.2017 | 14:00 Uhr  | Sankt Veit an der Glan |
| 05    | 26.03.2017 | 10:00 Uhr  | Sankt Veit an der Glan |
| 06    | 21.04.2017 | 14:00 Uhr  | Jenbach                |
| 07    | 22.04.2017 | 11:00 Uhr  | Jenbach                |

## Fortschrittstabelle
| Platz | Mannschaft                    | Kürzel | 1      | 2      | 3      | 4      | 5      | 6      | 7     |
| ----- | ----------------------------- | ------ | ------ | ------ | ------ | ------ | ------ | ------ | ----- |
| 1     | ASVÖ Pamhagen                 | PAM    | FEL 2½ | SOG 3  | MAY 3½ | TSC 4  | STE 3  | WUL 3½ | DOR 2 |
| 2     | SK Dornbirn                   | DOR    | TSC 3  | BAD 2  | WUL 2  | MAY 2  | SOG 3½ | STE 3  | PAM 2 |
| 3     | SV Autohof St. Veit/Glan      | STV    | WUL ½  | TSC 1½ | EXT 3  | BAD 3  | MAY 2½ | SOG 3  | FEF 3 |
| 4     | Mayrhofen/Zell/Zillertal      | MAY    | STE 4  | WUL 2½ | PAM ½  | DOR 2  | STV 1½ | FEF 2  | EXT 3 |
| 5     | ASVÖ Wulkaprodersdorf         | WUL    | STV 3½ | MAY 1½ | DOR 2  | FEF 2½ | TSC 3  | PAM ½  | STE 2 |
| 6     | SG Steyr                      | STE    | MAY 0  | EXT 2½ | BAD 2½ | SOG 2½ | PAM 1  | DOR 1  | WUL 2 |
| 7     | Schach ohne Grenzen           | SOG    | EXT 2½ | PAM 1  | FEF 3  | STE 1½ | DOR ½  | STV 1  | BAD 4 |
| 8     | SV Chesshero Rapid Feffernitz | FEF    | BAD 2  | FEL 2  | SOG 1  | WUL 1½ | EXT 2  | MAY 2  | STV 1 |
| 9     | SK Baden                      | BAD    | FEF 2  | DOR 2  | STE 1½ | STV 1  | FEL 2½ | EXT 1½ | SOG 0 |
| 10    | SC Extraherb WS               | EXT    | SOG 1½ | STE 1½ | STV 1  | FEL 2  | FEF 2  | BAD 2½ | STV 0 |
| 11    | SG Feldbach-Kirchberg         | FEL    | PAM 1½ | FEF 2  | TSC 1  | EXT 2  | BAD 1½ | 2      |       |
| 12    | tschaturanga                  | TSC    | DOR 1  | STV 2½ | FEL 3  | PAM 0  | WUL 1  |        |       |

Anmerkungen:
- Im Wettkampf zwischen Mayrhofen/Zell/Zillertal und Extraherb WS wurde das letzte Brett von beiden Seiten nicht besetzt und somit 0:0 gewertet, so dass nur drei Brettpunkte vergeben wurden.
- Feldbach-Kirchberg erhielt in der sechsten Runde das Freilos, dafür wurden ihnen je zwei Mannschafts- und Brettpunkte zugeteilt.

## Die Meistermannschaft
| 1.            | ASVÖ Pamhagen |
| Schachfiguren | Regina Theissl-Pokorná, Eva Repková, Júlia Movsesjan, Elisabeth Hapala, Helene Mira, Maria Horvath, Jutta Borek, Renata Kosc. |